# کوساتسو

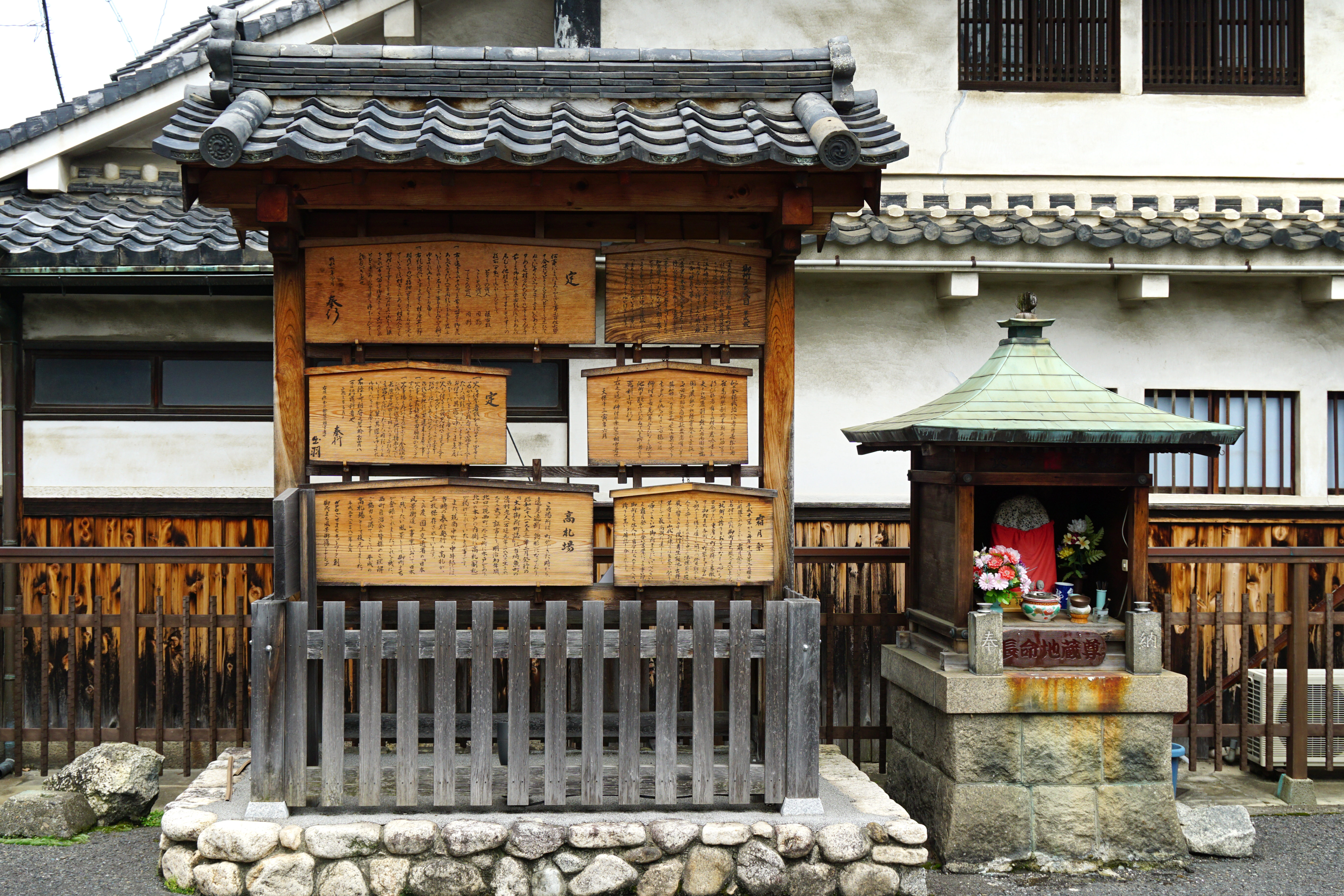

کوساتسو (به ژاپنی: 高札 Kōsatsu) یا سی‌ساتسو، (به ژاپنی: 制札) یک اطلاعیه عمومی/تابلوی اعلانات از اعلامیه‌های هان (ژاپن)، دایمیو یا شوگون در تاریخ ژاپن در مورد قوانین محلی یا سراسری بود. کوساتسو از اواخر دوره نارا تا اوایل دوره میجی استفاده می‌شد. یکی از کوساتسوها در دوره ادو در مورد منع مسیحیت بود.